# Cay Cedergren
Cay Cedergren, folkbokförd Kaj Ture Nils Anton Cedergren, född 23 februari 1913 i Raus församling i dåvarande Malmöhus län, död 23 maj 1977 i Sankt Ibbs församling i samma län, var en svensk keramiker.

## Biografi
Cay Cedergren, som var utbildad i Danmark, hade egen keramikverkstad i Ven och utförde föremål i chamotte, bland annat skålar och fat. Mest känd blev han dock för figurerna "Ellen" och "Flickan från Backafall". Sina verk signerade Cedergren med ett rättvänt och ett bakvänt C som gick in i varandra.
Han var 1941–1945 gift med Linnéa Hill (1915–1998, omgift med Ralph Bergholtz) och från 1958 med konstnären Mona Ridderstad-Cedergren (född 1935). Dottern Lena Cedergren (född 1958) gick i sin fars fotspår och fortsatte verksamheten i faderns verkstad efter dennes död.
Han är begravd på Sankt Ibbs kyrkogård i Skåne.